# Железничка станица Предејане
Железничка станица Предејане је једна од железничких станица на прузи Ниш-Прешево. Налази се у насељу Предејане у граду Лесковцу. Пруга се наставља ка Џепу у једном и Грделици у другом смеру. Железничка станица Предејане састоји се из 3 колосека.